# Vụ rơi máy bay Antonov An-124 ở Irkutsk
Vào ngày 6 tháng 12 năm 1997, một chiếc Antonov An-124-100 của Không quân Nga, trên đường từ Sân bay Irkutsk Northwest đến Căn cứ Không quân Cam Ranh ở Việt Nam, đã bị rơi tại một khu dân cư sau khi cất cánh từ sân bay Irkutsk-2.
Được hãng hàng không Ukraine Cargo Airways thuê, chiếc máy bay này chở 2 máy bay chiến đấu Sukhoi Su-27 để chuyển giao cho Không quân Nhân dân Việt Nam, với điểm dừng dự kiến tại Vladivostok.
Ba giây sau khi cất cánh từ Đường băng 14 tại Irkutsk, động cơ số 3 đã tăng vọt ở độ cao khoảng 5 mét (16 ft). Máy bay tiếp tục lấy độ cao nhưng ở góc tấn cao, làm gián đoạn luồng không khí đến động cơ số 1 và số 2 vốn cũng tăng vọt.
Không thể tiếp tục leo lên, chiếc máy bay lao xuống cho đến khi nó đâm vào các ngôi nhà ở Phố Mira, cách đường băng 1.600 mét (5.200 ft; 1.700 yd), giết chết tất cả 23 người trên máy bay và 49 người trên mặt đất.

## Máy bay
Chiếc máy bay Antonov An-124-100 bị rơi được Aeroflot thuê lần đầu tiên vào năm 1985 với chuyến bay đầu tiên vào ngày 30 tháng 10 năm 1985. Vào ngày 14 tháng 2 năm 1988, quyền sở hữu được chuyển giao cho Không quân Liên Xô, thuộc Trung đoàn Vận tải Quân sự 566 đóng tại Seshcha, Căn cứ không quân Bryansk Oblast, với số đuôi CCCP-82005 (RA-82005). Vào ngày xảy ra tai nạn, chiếc An-124 đã tích lũy được 576 chu kỳ cất cánh/hạ cánh cho Lực lượng Không quân Nga và đã bay hơn 1.034 giờ.

## Tai nạn
Ngày 6/12/1997, chiếc An-124-100 đang vận chuyển 2 tiêm kích Su-27UBK với tổng trọng lượng 40 tấn lên đường tới Việt Nam.
Lúc 14:42 máy bay IKT cất cánh từ Irkutsk. Tuy nhiên, chỉ ba giây sau khi cất cánh từ đường băng ở độ cao 5 mét (16 ft), động cơ số 3 đột ngột tăng vọt khiến vận tốc góc của Antonov tăng lên. Điều này dẫn đến việc động cơ số 2 ngừng hoạt động. Tám giây sau khi cất cánh ở độ cao 66 mét (217 ft), sau khi động cơ số 1 tăng vọt, máy bay đã hạ độ cao.
Mặc dù các phi công đã cố gắng duy trì quyền kiểm soát máy bay bằng một động cơ duy nhất còn hoạt động, nhưng chiếc máy bay đã đâm vào khu chung cư số 45 trên Phố Grazhdanskaya. Phần đuôi của Antonov đã làm hư hại đáng kể khối số 120 và một trại trẻ mồ côi lân cận.

## Hậu quả

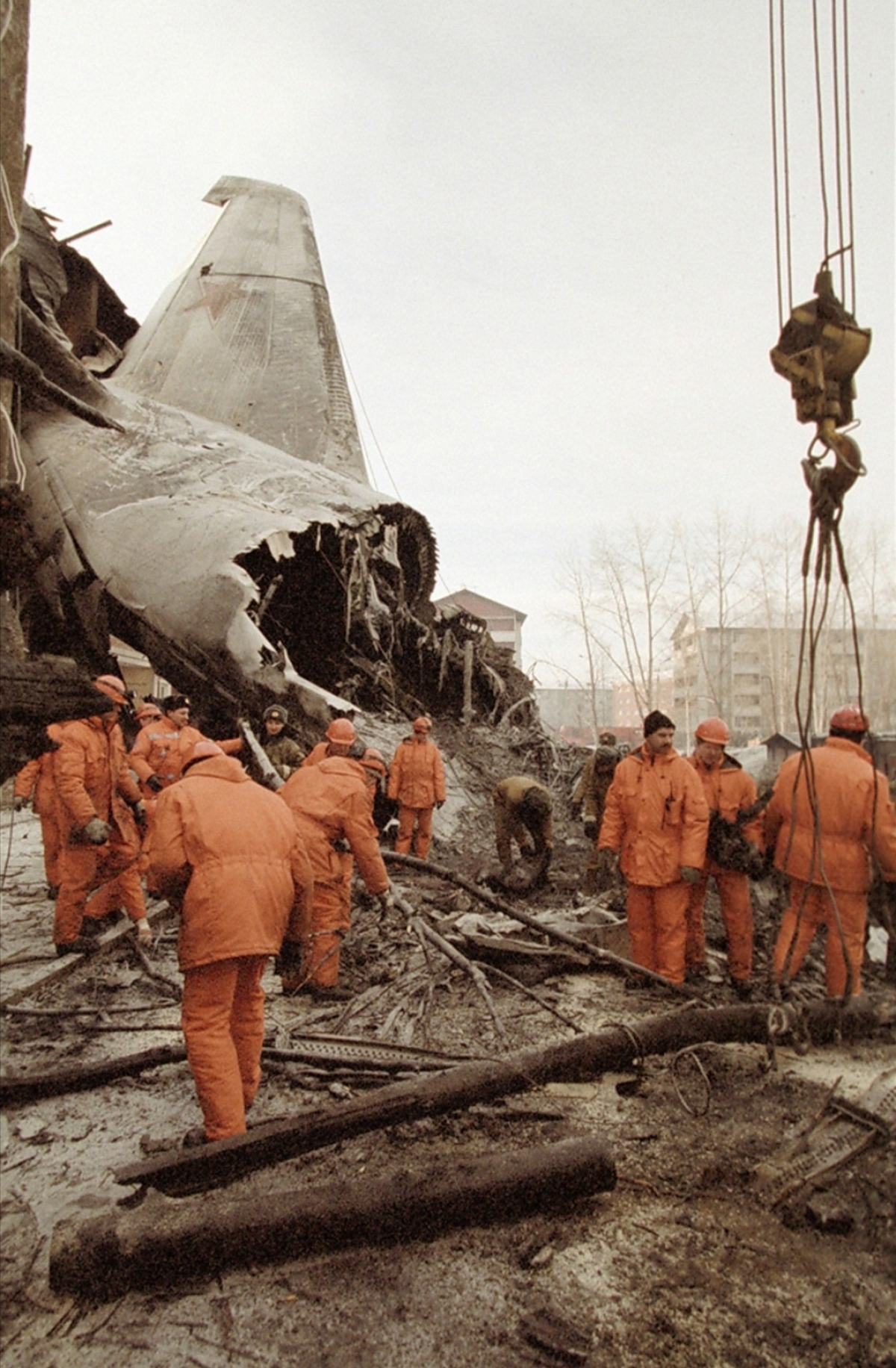
Hình ảnh tại hiện trường vụ tai nạn, với một chiếc đuôi của RA-82005.

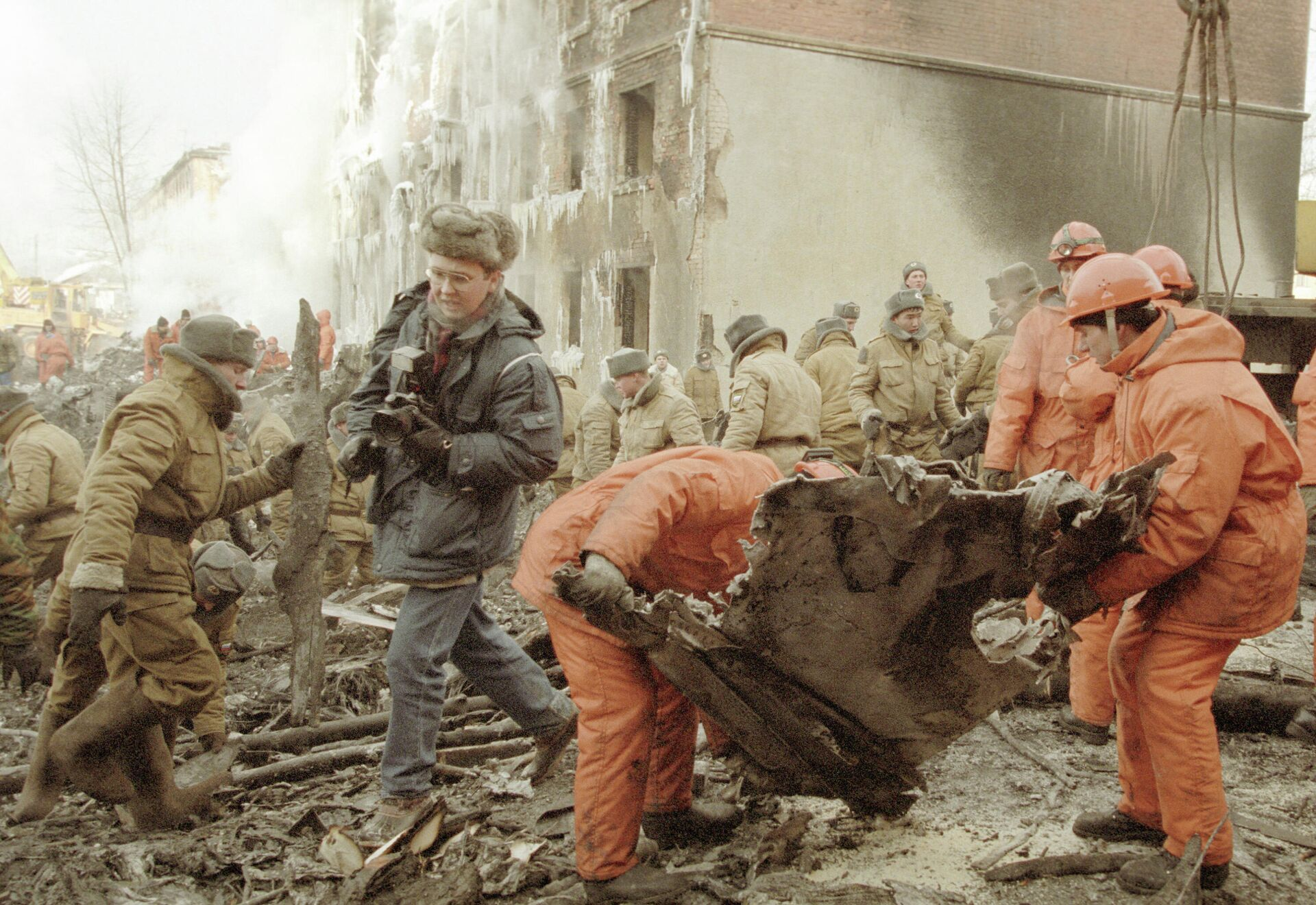
Các công nhân giữa đống đổ nát.

Vụ tai nạn đã dẫn đến cái chết của tất cả phi hành đoàn trên máy bay cũng như 49 người trên mặt đất (bao gồm 12 trẻ em từ trại trẻ mồ côi). Hơn 70 gia đình mất nhà cửa do thiệt hại do máy bay đâm vào hai dãy nhà. Thiệt hại càng trầm trọng hơn do hàng tấn nhiên liệu hàng không bị rò rỉ trong quá trình va chạm bốc cháy.

## Điều tra
Một ủy ban đặc biệt được thành lập để điều tra nguyên nhân của thảm họa.
Hai thiết bị ghi âm chuyến bay, bao gồm cả thiết bị ghi âm buồng lái, nằm ở trung tâm đám cháy và bị hư hỏng quá nặng nên không thể cung cấp dữ liệu có ý nghĩa. Nguyên nhân hỏng hóc của ba động cơ chưa bao giờ được xác nhận đầy đủ và kết luận cuối cùng của ủy ban chưa được công khai.
Tuy nhiên, nhiệt độ ở Irkutsk thấp hơn −20 °C (−4 °F) và có giả thuyết cho rằng thảm họa là do trộn lẫn nhiên liệu thời tiết lạnh với nhiên liệu thông thường, vốn có trong các thùng chứa của An-124 sau chuyến bay trước đó từ Việt Nam. Hỗn hợp đó sẽ tạo ra các tinh thể băng làm tắc nghẽn các bộ lọc nhiên liệu, điều này sẽ cắt giảm dòng nhiên liệu đến động cơ.
Trong một cuộc phỏng vấn với tờ báo Moskovsky Komsomolets, phi công thử nghiệm Alexander Akimenkov nói rằng vụ tai nạn có thể là do cuộc gọi của một hành khách bằng điện thoại vô tuyến của Trung Quốc, điều này đã ảnh hưởng đến cách thức hoạt động của thiết bị điện tử.
Thiếu tướng Boris Tumanov, cựu Giám đốc Cơ quan An toàn Chuyến bay của Không quân Nga (1993–2002) và là thành viên của Ủy ban Điều tra Tai nạn Hàng không với máy bay quân sự, nói với Moskovsky Komsomolets rằng vụ tai nạn là do ba động cơ bị hỏng. một kết quả của sự đột biến.
Năm 2009, Fedor Muravchenko, Tổng thiết kế của Cục thiết kế Ivchenko-Progress (nhà phát triển động cơ máy bay cho An-124), đã đưa ra phiên bản của riêng mình về nguyên nhân của thảm họa. Dựa trên kết quả nghiên cứu và thử nghiệm của doanh nghiệp này và tính toán lý thuyết của riêng mình, ông kết luận rằng tình trạng thiên tai là do hàm lượng nước cao (vượt tiêu chuẩn) trong nhiên liệu hàng không (dầu hỏa) dẫn đến sự hình thành băng và làm tắc nghẽn đường ống dẫn khí. bộ lọc nhiên liệu, khiến động cơ tăng vọt.